# Toledo de Kerser
Toledo de Kerser (né le 11 mai 2007) est un cheval hongre Selle français de robe baie, monté en concours complet d'équitation par le cavalier britannique Tom McEwen avec qui il décroche une médaille d'or par équipes et une médaille d'argent en individuel dans cette discipline, aux Jeux olympiques de Tokyo en 2021. 

## Histoire
Toledo de Kerser naît le 11 mai 2007, à l'élevage de Mme Kerstin Drevet, à Bazas dans le département de la Gironde, en France. 
Il est acheté par Mickaël Varliaud, qui l'emmène à Angoulème et l'entraîne en saut d'obstacles. Il est ensuite vendu à une Anglaise qui se trouve en difficulté en raison du tempérament du jeune cheval, et le revend à une propriétaire qui le met en pension chez le cavalier Tom Mc Ewen. ce dernier passe Toledo en concours complet, estimant que cette discipline est mieux adaptée au tempérament du jeune cheval. Il participe aux championnats du monde des chevaux de complet de 7 ans au Lion-d'Angers, terminant avec la médaille d'argent.

### Participation aux Jeux olympiques de Tokyo 2020
Aux Jeux olympiques d'été de 2020 à Tokyo, il remporte une médaille d'or par équipe dans la discipline, ainsi qu'une médaille d'argent en individuel.

## Description
Toledo de Kerser est un hongre de robe baie, inscrit au stud-book du Selle français. Il mesure 1,65 m à l'âge de dix-huit mois.
Les éleveurs Émeline Duban et Jean-Claude Sorasio, qui s'en sont occupés pendant quatre ans, le décrivent comme un cheval « difficile à manipuler » et doté d'un « fort caractère ». Ils le décrivent aussi comme « très, voire trop dynamique », avec un « besoin de se défouler ».

## Palmarès
Il atteint un indice de concours complet (ICC) de 155 en 2017.
- Médaille d'or de concours complet par équipes aux jeux équestres mondiaux de 2018 à Tryon[4]

## Origines
C'est un fils de l'étalon Selle français Diamant de Semilly,. Sa mère Ariane du prieuré II est une fille de l'étalon Selle français Papillon Rouge, qui a concouru en saut d'obstacles. Ses origines, « purement normandes » ne sont théoriquement pas orientées vers le concours complet, mais plutôt vers le saut d'obstacles.
Sa mère, Ariane du Prieuré II, est issue de la première saison de reproduction de l'étalon papillon Rouge appartenant à Fernand Leredde, qui l'avait conseillé à un éleveur ami de la région de Saint-Lô.